# Municipio de Rock Creek-Lima
El municipio de Rock Creek-Lima (en inglés: Rock Creek-Lima Township) es un municipio ubicado en el condado de Carroll en el estado estadounidense de Illinois. En el año 2010 tenía una población de 1976 habitantes y una densidad poblacional de 14,11 personas por km².

## Geografía
El municipio de Rock Creek-Lima se encuentra ubicado en las coordenadas 42°3′42″N 89°46′20″O / 42.06167, -89.77222. Según la Oficina del Censo de los Estados Unidos, el municipio tiene una superficie total de 140.01 km², de la cual 139,98 km² corresponden a tierra firme y (0,02 %) 0,03 km² es agua.

## Demografía
Según el censo de 2010, había 1976 personas residiendo en el municipio de Rock Creek-Lima. La densidad de población era de 14,11 hab./km². De los 1976 habitantes, el municipio de Rock Creek-Lima estaba compuesto por el 97,47 % blancos, el 0,3 % eran afroamericanos, el 0,51 % eran amerindios, el 0,4 % eran asiáticos, el 0,3 % eran de otras razas y el 1,01 % eran de una mezcla de razas. Del total de la población el 1,42 % eran hispanos o latinos de cualquier raza.